# Inner Smile
Inner Smile is een nummer van de Britse band Texas uit 2001. Het verscheen als een van de drie nieuwe nummers op hun verzamelalbum The Greatest Hits, en was de tweede single daarvan.
De videoclip van het nummer is een hommage aan Elvis Presley, en vooral aan diens comebacktour uit 1968. Texas-zangeres Sharleen Spiteri is in de clip verkleed als Elvis. "Inner Smile" werd vooral in Europa een hit. Het bereikte de 6e positie in het Verenigd Koninkrijk. In de Nederlandse Top 40 haalde het een bescheiden 14e positie, en in de Vlaamse Ultratop 50 haalde het de 47e positie.